# Deutscher Drucker
Deutscher Drucker ist die älteste deutschsprachige Fachzeitschrift für die Druckindustrie. 1894 als Deutscher Buch- und Steindrucker erstmals publiziert, musste der Titel während des Zweiten Weltkriegs sein Erscheinen einstellen, wurde aber 1965 in Stuttgart von Kurt Kohlhammer wiedergegründet. 1991 wurde er mit der in Leipzig erschienenen Fachzeitschrift Papier und Druck vereinigt.
Herausgeber ist der Deutscher Drucker Verlag, eine Zweigniederlassung der Ebner Media Group GmbH & Co. KG. Sitz der Redaktion ist Ostfildern bei Stuttgart. Die Zeitschrift wurde zuletzt im November 2009 einem Relaunch unterzogen. Dabei erhielt sie unter anderem eine neue inhaltliche Struktur sowie ein neues Heftformat (230 mm × 300 mm).
Die Deutscher Drucker Verlagsgesellschaft gibt für die Druckindustrie weitere Fachpublikationen heraus (zum Beispiel die viermal jährlich erscheinende Fachzeitschrift Grafische Palette) und betreibt das IVW-geprüfte Internetportal print.de.

## Charakteristik
Die Zeitschrift ist ein Fachmagazin für die Druck- und Medienindustrie sowie alle angrenzenden Bereiche. Es erscheint als einziges deutschsprachiges Druck-Fachmagazin 24 Mal im Jahr. Deutscher Drucker ist konzeptionell gegliedert in einen aktuellen Teil mit Nachrichten und Managementinformationen sowie in einen Technologieteil, der Reportagen, Interviews und technische Fachartikel enthält. Inhaltlich werden die Druckvorstufe, die Druckverfahren Offsetdruck, Digitaldruck, Siebdruck, Tiefdruck, Flexodruck und Tampondruck sowie die Druckweiterverarbeitung behandelt. Eine weitere Rubrik thematisiert den Bereich „Kunden & Märkte“ von Druckereien.
Der Deutsche Drucker ist alleiniges deutsches Mitglied des Europa-Informationspools Eurographic Press (EP), eines Zusammenschlusses von Fachzeitschriften aus 14 Ländern Europas. Das Fachmagazin ist außerdem seit den 1970er Jahren das offizielle Informationsorgan des Fachverbandes Führungskräfte der Druckindustrie und Informationsverarbeitung e. V. (FDI).
Die Zeitschrift wendet sich an Fach- und Führungskräfte, Fachschul- und Hochschul-Studenten, professionelle Anwender sowie das gesamte technische und kaufmännische Management der Print- und Medienindustrie.

## Druck&Medien Awards
2015 wurden die „Druck&Medien Awards“ (erstmals 2005 vergeben) und die „PrintStars“ (erstmals 2004 vergeben), unter dem Dach der Deutscher Drucker Verlagsgesellschaft (Ostfildern bei Stuttgart) als „Druck&Medien Awards“ zusammengefasst. Diese Branchenawards werden jedes Jahr im Herbst in verschiedenen Kategorien vergeben und zeichnen Printprodukte und die dahinterstehenden Kompetenzen, Betriebe und Personen der Druck- und Medienbranche aus. Die Verleihung findet im Rahmen einer Gala in Berlin statt.

## Online-Angebot
Die Deutscher Drucker Verlagsgesellschaft produziert, betreibt und vermarktet seit dem Jahr 1995 die Online-Plattform print.de.

### Kennzahlen
- 168.099 Visits pro Monat (11/2016, IVW-geprüft)
- 338.312 PIs pro Monat (11/2016, IVW)[2]